# Villers-sur-Auchy

Villers-sur-Auchy este o comună în departamentul Oise, Franța. În 1 ianuarie 2022 avea o populație de 371 de locuitori.